# Čang Wan-nien
Čang Wan-nien (čínsky pchin-jinem Zhāng Wànnián, znaky tradiční 張萬年; * 1. srpna 1928 – 14. ledna 2015) byl čínský komunistický voják a politik, v armádě čínských komunistů sloužil od roku 1944, do Komunistické strany Číny vstoupil roku 1945. Do vyšších funkcí se propracoval v 70. letech, když postupně zastával funkce zástupce velitele vojenského okruhu – Wuchanského (1982–1985) a Kuangčouského (1985–1987), velitele vojenského okruhu – Kuangčouského (1987–1990) a Ťinanského (1990–1992). V letech 1992–1995 vykonával funkci náčelníka generálního štábu, poté místopředsedy ústřední vojenské komise KS Číny (1995–2002) a ústřední vojenské komise ČLR (1995–2003).

## Život
Čang Wan-nien se narodil 1. října 1916 v okresu Chuang na severovýchodě provincie Šan-tung. Roku 1944 vstoupil do armády čínských komunistů a roku 1945 byl přijat do Komunistické strany Číny. Sloužil v Mandžusku a severovýchodní Číně v řadách Severovýchodní polní armády, resp. 4. polní armády, se kterou bojoval i na jihu v Kuang-si.
V 50. letech sloužil v Kuang-si jako štábní důstojník pluku, později jako náčelník štábu pluku. V letech 1958–1961 studoval na Nankingské vojenské akademii, poté velel pluku ve 41. armádě, sloužil ve štábu Kuangčouského vojenského okruhu, od roku 1968 velel 127. divizi ve 43. armádě. Se svou divizí roku 1979 bojoval v čínsko-vietnamské válce a to úspěšně (v kontrastu k celkově slabému výkonu čínských vojsk). V letech 1981–1982 velel 43. armádě, poté sloužil jako zástupce velitele vojenského okruhu, zprvu Wuchanského a od roku 1985 Kuangčouského. Na XII. sjezdu KS Číny v září 1982 byl zvolen kandidátem ústředního výboru (znovuzvolen 1987). V letech 1987–1990 velel Kuangčouskému vojenskému okruhu, poté velel Ťinanskému vojenskému okruhu. Při znovuzavedení vojenských hodností roku 1988 obdržel hodnost generálporučíka.
Na XIV. sjezdu KS Číny v říjnu 1992 byl zvolen členem ústředního výboru a ústřední vojenské komise KS Číny (do obojího znovuzvolen 1997, do 2002) a vzápětí v listopadu téhož roku převelen z Ťi-nanu do Pekingu na místo náčelníka generálního štábu. V březnu 1993 byl jmenován i členem ústřední vojenské komise Čínské lidové republiky a v červnu 1993 povýšen na generálplukovníka. Do generálního štábu ho vybral Teng Siao-pching zřejmě jako vojenského profesionála bez politických ambicí a jen slabě zapojeného do soupeření mezi různými klikami ve vedení ozbrojených sil.
V září 1995 ho v generálním štábu nahradil Fu Čchüan-jou, Čang Wan-nien současně povýšil na místopředsedu ústřední vojenské komise KS Číny a v prosinci téhož roku i místopředsedu ústřední vojenské komise ČLR. Jako místopředseda komisí odpovídal za vlastní řízení a výcvik vojsk, zatímco současně zvolený místopředseda Čch’ Chao-tchien měl na starosti „vnější záležitosti“ (obranný rozpočet, vojenský výzkum a vývoj, zahraniční styky, vztahy s centrální vládou a regiony). Na XV. sjezdu KS Číny v září 1997 byl potvrzen v vojenské komisi a navíc zvolen i členem politbyra a tajemníkem sekretariátu ÚV KS Číny.
V letech 1993 a 1998 byl zvolen poslancem Všečínského shromáždění lidových zástupců.
Na XVI. sjezdu KS Číny v listopadu 2002 odešel ze stranických funkcí a v březnu 2003 mu skončilo funkční období i ve státní funkcích a úřadech. Od roku 2003 byl v penzi.
Zemřel v Pekingu  14. ledna 2015.